# Kjell Åberg
Kjell Erik Arvid Åberg, född 25 januari 1903 i Helsingborg, död 1972 i Malmö, var en svensk bergsingenjör.  
Åberg, som var son till ingenjör Per-Erik Åberg och Amanda Åkesson, avlade studentexamen i Helsingborg 1920 och utexaminerades från Kungliga Tekniska högskolan 1926. Han var driftsingenjör vid Norrköpings gasverk 1927–1940 samt överingenjör vid och chef för Malmö gasverk från 1940. Han invaldes 1943 som ledamot av styrelsen för Svenska gasverksföreningen, vilken han tillhörde under många år. Kjell Åberg är begravd på Östra kyrkogården i Malmö.